# Podział administracyjny województwa pomorskiego
Strona ta przedstawia podział administracyjny województwa pomorskiego.

## Powiaty
| Liczba jednostek administracyjnych | Liczba jednostek administracyjnych |
| ---------------------------------- | ---------------------------------- |
| Miasto na prawach powiatu          | 4                                  |
| Powiaty                            | 16                                 |
| Gminy miejskie                     | 22                                 |
| Gminy miejsko-wiejskie             | 21                                 |
| Gminy wiejskie                     | 80                                 |
| Gminy ogółem                       | 123                                |
| Miasta                             | 43                                 |

Podstawowymi jednostkami administracyjnymi są gminy (miejskie, miejsko-wiejskie lub wiejskie). Miasta mogą stanowić gminy miejskie lub wchodzić w skład gmin miejsko-wiejskich.
miasta na prawach powiatu
- miasta (gminy miejskie): Gdańsk, Gdynia, Słupsk i Sopot

powiaty
- bytowski ⇒ Bytów
  - miasta: Bytów i Miastko
  - gminy miejsko-wiejskie: Bytów i Miastko
  - gminy wiejskie: Borzytuchom, Czarna Dąbrówka, Kołczygłowy, Lipnica, Parchowo, Studzienice, Trzebielino i Tuchomie
- chojnicki ⇒ Chojnice
  - miasta: Brusy, Chojnice i Czersk
  - gmina miejska: Chojnice
  - gminy miejsko-wiejskie: Brusy i Czersk
  - gminy wiejskie: Chojnice i Konarzyny
- człuchowski ⇒ Człuchów
  - miasta: Czarne, Człuchów i Debrzno
  - gmina miejska: Człuchów
  - gminy miejsko-wiejskie: Czarne i Debrzno
  - gminy wiejskie: Człuchów, Koczała, Przechlewo i Rzeczenica
- gdański ⇒ Pruszcz Gdański
  - miasto: Pruszcz Gdański
  - gmina miejska: Pruszcz Gdański
  - gminy wiejskie: Cedry Wielkie, Kolbudy, Pruszcz Gdański (s. Juszkowo), Przywidz, Pszczółki, Suchy Dąb i Trąbki Wielkie
- kartuski ⇒ Kartuzy
  - miasta: Kartuzy i Żukowo
  - gminy miejsko-wiejskie: Kartuzy i Żukowo
  - gminy wiejskie: Chmielno, Przodkowo, Sierakowice, Somonino, Stężyca i Sulęczyno
- kościerski ⇒ Kościerzyna
  - miasto: Kościerzyna
  - gmina miejska: Kościerzyna
  - gminy wiejskie: Dziemiany, Karsin, Kościerzyna, Liniewo, Lipusz, Nowa Karczma i Stara Kiszewa
- kwidzyński ⇒ Kwidzyn
  - miasta: Kwidzyn i Prabuty
  - gmina miejska: Kwidzyn
  - gmina miejsko-wiejska: Prabuty
  - gminy wiejskie: Gardeja, Kwidzyn, Ryjewo i Sadlinki
- lęborski ⇒ Lębork
  - miasta: Lębork i Łeba
  - gminy miejskie: Lębork i Łeba
  - gminy wiejskie: Cewice, Nowa Wieś Lęborska i Wicko
- malborski ⇒ Malbork
  - miasta: Malbork i Nowy Staw
  - gmina miejska: Malbork
  - gmina miejsko-wiejska: Nowy Staw
  - gminy wiejskie: Lichnowy, Malbork, Miłoradz i Stare Pole
- nowodworski ⇒ Nowy Dwór Gdański
  - miasta: Krynica Morska i Nowy Dwór Gdański
  - gmina miejska: Krynica Morska
  - gmina miejsko-wiejska: Nowy Dwór Gdański
  - gminy wiejskie: Ostaszewo, Stegna i Sztutowo
- pucki ⇒ Puck
  - miasta: Hel, Jastarnia, Puck i Władysławowo
  - gminy miejskie: Hel i Puck
  - gminy miejsko-wiejskie: Jastarnia i Władysławowo
  - gminy wiejskie: Kosakowo, Krokowa i Puck
- słupski ⇒ Słupsk
  - miasta: Kępice, Kobylnica i Ustka
  - gmina miejska: Ustka
  - gminy miejsko-wiejskie: Kępice, Kobylnica
  - gminy wiejskie: Damnica, Dębnica Kaszubska, Główczyce, Potęgowo, Redzikowo (s. Słupsk), Smołdzino i Ustka
- starogardzki ⇒ Starogard Gdański
  - miasta: Czarna Woda, Skarszewy, Skórcz i Starogard Gdański
  - gminy miejskie: Skórcz i Starogard Gdański
  - gminy miejsko-wiejskie: Czarna Woda i Skarszewy
  - gminy wiejskie: Bobowo, Kaliska, Lubichowo, Osieczna, Osiek, Skórcz, Smętowo Graniczne, Starogard Gdański i Zblewo
- sztumski ⇒ Sztum
  - miasta: Dzierzgoń i Sztum
  - gminy miejsko-wiejskie: Dzierzgoń i Sztum
  - gminy wiejskie: Mikołajki Pomorskie, Stary Dzierzgoń i Stary Targ
- tczewski ⇒ Tczew
  - miasta: Gniew, Pelplin i Tczew
  - gmina miejska: Tczew
  - gminy miejsko-wiejskie: Gniew i Pelplin
  - gminy wiejskie: Morzeszczyn, Subkowy i Tczew
- wejherowski ⇒ Wejherowo
  - miasta: Reda, Rumia i Wejherowo
  - gminy miejskie: Reda, Rumia i Wejherowo
  - gminy wiejskie: Choczewo, Gniewino, Linia, Luzino, Łęczyce, Szemud i Wejherowo

## Zmiany od 1 I 1999 r.
- nowe powiaty
  - (1 I 2002): sztumski (s. Sztum) z gmin pow. malborskiego
- prawa miejskie
  - (1 I 2025): Kobylnica (powiat słupski)
- zmiany granic, legenda (województwa/powiaty/miasta/gminy po lewej zyskały część terytorium, województwa/powiaty/miasta/gminy po prawej straciły część terytorium)
  - granice województw
    - (1 I 2009): woj. warmińsko-mazurskie (powiat iławski, gm. Kisielice) <> woj. pomorskie (powiat kwidzyński, gm. Prabuty)

  - granice powiatów
    - (1 I 2001): pow. wejherowski (m. Rumia) <> pow. pucki (gm. Kosakowo) (wieś Kazimierz)
    - (16 XI 2001): anulowanie zmiany granic z dnia 1 stycznia 2001 r.
    - (1 I 2009): pow. m. Gdańsk <> pow. m. Sopot
    - (1 I 2010): pow. wejherowski (m. Reda) <> pow. pucki (gm. Puck)

  - granice miast i gmin
    - (1 I 2000): (pow. malborski) gm. Dzierzgoń <> gm. Stary Dzierzgoń (obecnie powiat sztumski)
    - (1 I 2001): (pow. starogardzki) m. Starogard Gdański <> gm. Starogard Gdański (część obszaru wsi Żabno o pow. 34,22 ha)
    - (1 I 2004): (pow. bytowski) gm. Miastko <> gm. Trzebielino
    - (1 I 2005): (pow. bytowski) gm. Tuchomie <> gm. Bytów
    - (1 I 2005): (pow. chojnicki) gm. Konarzyny <> gm. Chojnice
    - (1 I 2005): (pow. kwidzyński) m. Prabuty <> gm. Prabuty (część obszaru obrębu ewidencyjnego Julianowo o pow. 138,36 ha)
    - (1 I 2005): (pow. malborski) m. Nowy Staw <> gm. Nowy Staw
    - (1 I 2010): (pow. bytowski) gm. Tuchomie <> gm. Kołczygłowy
    - (1 I 2010): (pow. chojnicki) gm. Chojnice <> gm. Konarzyny
    - (1 I 2012): (pow. wejherowski) m. Wejherowo <> m. Reda
    - (1 I 2012): (pow. starogardzki) m. Skarszewy <> gm. Skarszewy
    - (1 I 2014): (pow. starogardzki) gm. Czarna Woda <> m. Czarna Woda (wydzielenie obszaru wiejskiego i zmiana statusu gminy z miejskiej na miejsko-wiejską)
    - (1 I 2015): (pow. pucki) gm. Władysławowo <> m. Władysławowo (wydzielenie obszaru wiejskiego i zmiana statusu gminy z miejskiej na miejsko-wiejską)
    - (1 I 2017): (pow. pucki) gm. Jastarnia <> m. Jastarnia (wydzielenie obszaru wiejskiego i zmiana statusu gminy z miejskiej na miejsko-wiejską)
- siedziby i nazwy miast i gmin
  - (30 XII 1999): (pow. gdański) gm. Kolbudy Górne (s. Kolbudy Górne) > gm. Kolbudy Górne (s. Kolbudy) (zmiana nazwy wsi)
  - (1 I 2002): (pow. gdański) gm. Kolbudy Górne (s. Kolbudy) > gm. Kolbudy (s. Kolbudy) (zmiana nazwy gminy)
  - (1 I 2018): (pow. gdański) gm. Pruszcz Gdański (s. Pruszcz Gdański) > gm. Pruszcz Gdański (s. Juszkowo) (zmiana siedziby gminy)
  - (1 I 2024): (pow. słupski) gm. Słupsk (s. Słupsk) > gm. Redzikowo (s. Słupsk) (zmiana nazwy gminy)